# Hypothyris marginepura
Hypothyris marginepura är en fjärilsart som beskrevs av Felix Bryk 1953. Hypothyris marginepura ingår i släktet Hypothyris och familjen praktfjärilar. Inga underarter finns listade i Catalogue of Life.